# جورغيفسكايا (كراي ستافروبول)
جورغيييفسكايا (بالروسية: Георгиевская) هي مدينة في مقاطعة ستافروبول كراي في روسيا.